# شعب (الشعر)

تعديل مصدري - تعديل

شعب هي إحدى قرى عزلة المفتاح بمديرية الشعر التابعة لمحافظة إب، بلغ تعداد سكانها 213 نسمة حسب تعداد اليمن لعام 2004.